# Невська губа
Не́вська губа́ (рос. Невская губа) —  східна частина Фінської затоки. Впадає річка Нева. У дельті Неви розташоване місто Санкт-Петербург.
Обмежена: на сході піщаним баром річки Нева, на заході — лінією Лисячий Ніс — Кронштадт — Ломоносов.
Невськая губа сполучається з Фінською затокою двома протоками: Північними й Південними воротами. Ширина Північних воріт становить близько 12 км, природних глибин 3—4 м; ширина Південних воріт — 6 км. Довжина Невської губи із заходу на схід — 21 км, найбільша ширина — 15 км. Середня природна глибина губи близько 3,0 м.
Невська губа є прісноводим водоймищем. Солоність в губі на північ від Морського каналу не перевищує 0,07%, на південь — коливається від 0,07 до 0,3%.